# Mes insomnies (film, 2001)
Pour les articles homonymes, voir Mes insomnies.
Pour plus de détails, voir Fiche technique et Distribution.
Mes insomnies est un film français  écrit et réalisé par Valérie Gaudissart, sorti en 2001.
Deuxième réalisation de la Valérie Gaudissart, le film a été diffusé sur France 3.

## Synopsis
Comme d’autres partent ensemble en voyage de noces, Solange part seule en voyage de dépit : Saint-Michel sur Orge, Saint-Michel des Bois, Mont-Saint-Michel... Et que tous ces lieux qui portent le prénom de son ancien amant sachent qu’elle a dans la bouche une blessure pleine de sang.

## Fiche technique
- Titre : Mes insomnies
- Réalisation : Valérie Gaudissart
- Scénario : Valérie Gaudissart
- Musique originale : Roland Cahen
- Format : couleur - 1,85:1 - 35 mm  - Son Dolby SR
- Production : Artcam International
- Genre : court métrage
- Durée : 31 minutes

## Distribution
- Nathalie Boutefeu : Solange
- Benoît Giros
- Hervé Falloux
- Aliocha Dernov

## Distinctions
- Grand Prix du Film court français de la ville de Brest au Festival européen du film court de Brest 2001